# الأميرة فريديريكا أميرة هانوفر
الأميرة فريدريك أميرة هانوفر (بالإنجليزية: Princess Frederica of Hanover) (9 يناير 1848 - 16 أكتوبر 1926) كانت عضوا في مجلس النواب لمدينة هانوفر وبعد زواجها عاشت معظمها حياتها في انكلترا حيث كانت عضوا بارزا في المجتمع.